# آبژدان سفلی
آبژدان سفلی، روستایی از توابع بخش مرکزی شهرستان رامهرمز در استان خوزستان ایران است.

## جمعیت
این روستا در دهستان ابوالفارس قرار دارد و براساس سرشماری مرکز آمار ایران در سال ۱۳۸۵، جمعیت آن ۱۸۰ نفر (۳۳خانوار) بوده‌است.